# Роберт Фалкон Скот
Роберт Фалкон Скот (енгл. Robert Falcon Scott; Плимут, 6. јун 1868 — Росова ледена плоча, 29. март 1912) је био енглески истраживач.
Умро је од зиме и глади при повратку са Јужног пола, на који је стигао 17. јануара 1912, пет седмица после Норвежанина Роалда Амундсена. Спасилачка екипа нашла је смрзнута тела чланова његове експедиције надомак једне од станица за снабдевање на Антарктику. Нађен је и његов дневник у којем је описао агонију чланова експедиције.